# Oblast' autonoma cecena
L'oblast' autonoma cecena (in russo Чеченская автономная область?), o oblast' autonoma della Cecenia (in russo автономная область Чечни?), era un'oblast' autonoma della RSFS Russa, creata il 30 novembre 1922 quando fu separata dalla Repubblica Socialista Sovietica Autonoma delle Montagne. Dal 16 ottobre 1924 fece parte al Krai del Caucaso settentrionale.
Il 15 gennaio 1934, le oblast' autonome cecena e inguscia furono fuse per formare l'Oblast' autonoma ceceno-inguscia.